# Sisymbrium erucastrifolium
Sisymbrium erucastrifolium là một loài thực vật có hoa trong họ Cải. Loài này được Trautv. miêu tả khoa học đầu tiên.